# Digimon
Digimon (jap. デジモン Dejimon oder デジタルモンスター Dejitaru Monsutā, „Digital Monster“) ist der Titel einer Reihe von Merchandising-Produkten der Firma Bandai, die unter anderem acht Anime-Serien, elf Anime-Filme, eine Reihe von Videospielen für verschiedene Plattformen, mehrere Mangas sowie ein Sammelkartenspiel umfasst.

## Spielzeuge

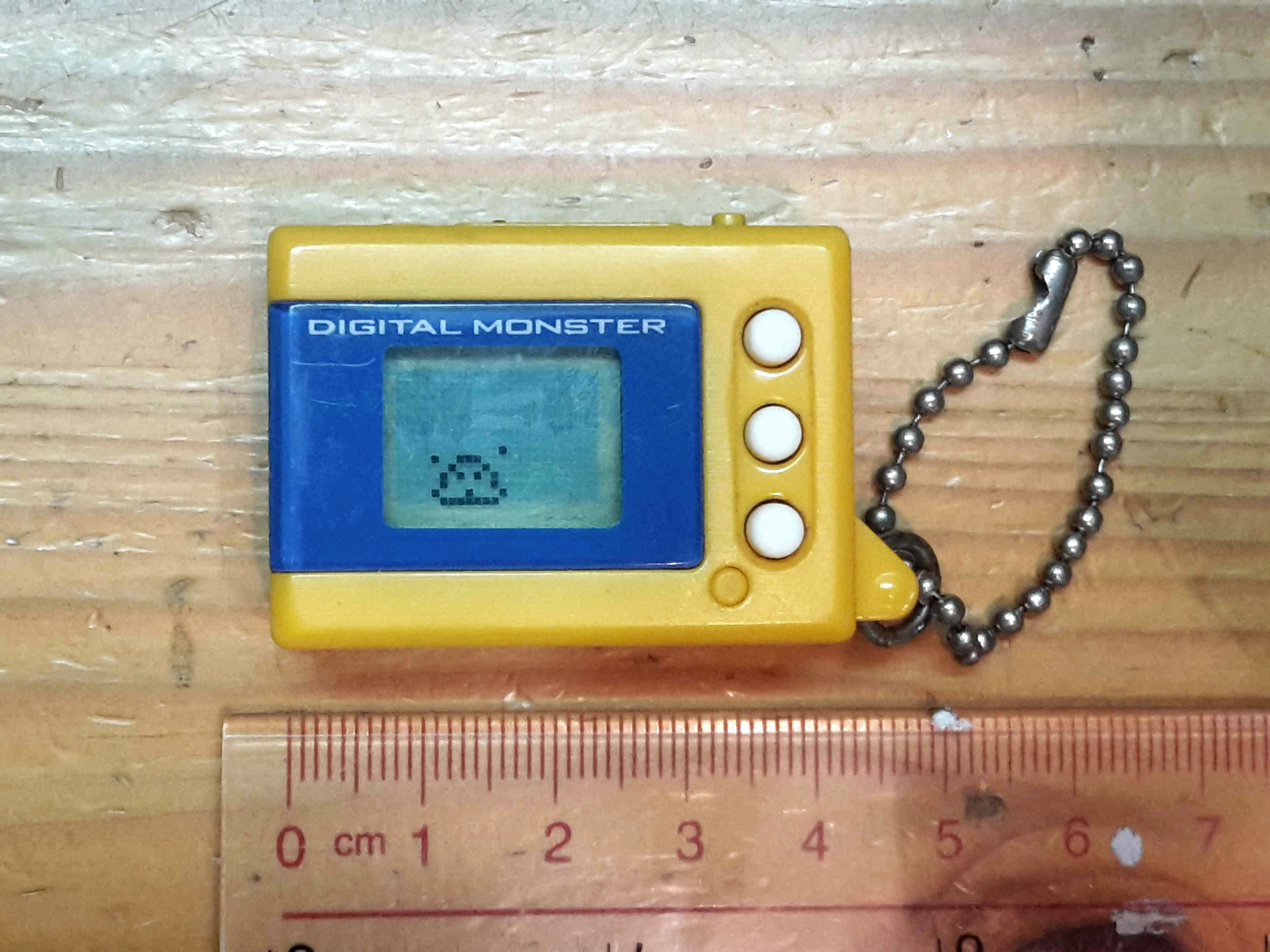
Mini Digimon Version 2.0

Im Juni 1997 erschienen in Japan die ersten Versionen der Digimon Virtual Pets als Weiterentwicklung der Tamagotchi. Die Spielfiguren konnten virtuelle Kämpfe miteinander austragen. Sie waren sehr erfolgreich und bereits im Dezember desselben Jahres wurde eine zweite Generation der Figuren auf den Markt gebracht. Es existieren jeweils verschiedene Versionen der Digimon-Pendulum-, Pendulum-Progress-, Pendulum-X, Accel-, Twin-, Digivice ic und der Mini-Serie. Ferner gibt es Versionen für Handhelds.

## Manga
Im Sommer 1997 erschien in Japan ein Oneshot-Manga unter dem Titel C’mon Digimon. Dieser war der Vorgänger der Manga-Reihe Digimon Adventure V-Tamer 01.
Digimon Adventure V-Tamer 01
Die Digimon-Adventure-V-Tamer-01-Reihe des Zeichners Yabuno Tenya und Autors Hiroshi Izawa erschien von 1998 bis 2003 im Magazin V-Jump des Verlags Shūeisha. Der Manga wurde auch in neun Sammelbände (Tankōbon) zusammengefasst.
Zwei der neun Bände wurden vom Carlsen Verlag ins Deutsche übersetzt und im April 2001 veröffentlicht.
Digimon Chronicle
Digimon Chronicle ist der zweite Digimon-Manga.
Digimon D-Cyber
Digimon D-Cyber ist ein chinesischer Digimon-Manhua.
Digimon Next
Digimon Next ist der dritte Digimon-Manga.

## Comics
Die ersten drei Staffeln der Digimon-Anime-Serie erschienen von September 2000 bis September 2005 in illustrierter Softcover-Heftform als Anime-Comic. Band 1–55 wurde vom Dino Entertainment-Verlag herausgegeben; Band 56–88 vom Dino Comics-Verlag, der später von Panini Comics übernommen wurde.

## Videospiele

### Digital Monster Ver. S: Digimon Tamers
Plattform: Sega Saturn
Erscheinungsdatum: 23. Sept. 1998 (Japan)
Digital Monster erschien 1998 als erstes Digimon-Spiel für den Sega Saturn. Es handelt sich um ein tamagotchiähnliches, virtuelles Haustier, jedoch mit hochauflösenderen Grafiken und der Möglichkeit, mehrere Digimon gleichzeitig aufzuziehen.
Das Ziel des Spiels ist es, seine Digimon vom Ei an zum Champion- oder Ultra-Level digitieren zu lassen und sogenannte Coins rund um File Island zu sammeln. Dabei trifft der Spieler auf andere Spieler, genannte Hacker, die ebenfalls versuchen, in den Besitz der Coins zu kommen und ihre Digimon dabei in den Kampf schicken.

### Digimon Adventure: Anode Tamer
Altern. Titel: jap. デジモンアドベンチャー アノードテイマー
Plattform: WonderSwan
Erscheinungsdatum: 15. Dez. 1999 (Japan)
Das Spiel handelt von auserwählten Kindern, die den Eintritt in die digitale Welt ermöglicht bekommen und dort Digimon-Kämpfe bestreiten. Das böse Digimon Milleniamon entführt Kinder aus der echten Welt und strebt die Herrschaft in der digitalen Welt an. Agumon, eines der guten Digimon, gelingt es zu entkommen und bringt den Spielhelden Ryou in die digitale Welt. Seine Aufgabe ist es nun, böse Digimon zu bekämpfen, zu fangen und zu trainieren, um eine Armee aufzustellen und Milleniamon zu stürzen und damit seine Freunde zu befreien.

### Digimon World
Plattform: PlayStation
Erscheinungsdatum: 28. Januar 1999 (Japan), 23. Mai 2000 (Vereinigte Staaten), 6. Juli 2001 (Europa)
Der Spieler schlüpft in die Rolle eines Jungen, der völlig verrückt nach dem Digimon-Spiel ist. Als er eines Abends nach Hause kommt und sein Spiel startet, wird er in dieses hineingezogen und betritt die digitale Welt. Dort angekommen, findet er sich auf File Island wieder und trifft auf seinen Digimon-Partner und -Anführer Jijimon. Dieser klärt ihn um die Krise auf – böse Mächte hätten die digitale Welt aus dem Gleichgewicht gebracht und die Digimon, die in File City gelebt hätten, auseinandergebracht und wild werden lassen. Seine Aufgabe ist es nun, die Insel zu erkunden und die einstigen Einwohner der Stadt zur Vernunft zu bringen und wieder in die Stadt zu holen. Dabei ist es die Hauptaufgabe des Spielers, sein Digimon wie ein Tamagotchi aufzuziehen, indem man es füttert, trainiert, pflegt und sogar zur Toilette begleitet, um eine starke Digitation zu bewirken.

### Digimon Digital Card Battle
Plattform: PlayStation
Erscheinungsdatum: 22. Dez. 1999 (Japan)
In diesem Spiel dreht sich alles um die Digimon-Sammelkarten. Leute aus der ganzen Welt loggen sich in die digitale Welt ein, um Karten zu sammeln und andere im Kartenkampf herauszufordern. Man erstellt als Card Tamer ein Deck aus 30 Karten, bestehend aus Digimon-Karten und „Special-Options“-Karten, um persönliche Strategien aufleben zu lassen. Der Gewinner eines Kampfes erhält drei neue Karten.

### Digimon Adventure: Cathode Tamer
Altern. Titel: jap. デジモンアドベンチャー カソードテイマー
Plattform: WonderSwan
Erscheinungsdatum: 20. Jan. 2000 (Japan)
Dies ist das zweite Spiel der Digimon-Adventure-Serie und eine Art Erweiterung zu Digimon Adventure: Anode Tamer. Der Spielinhalt ist fast identisch mit dem des ersten Spiels; jedoch wurden hier zahlreiche neue Digimon eingeführt und man bestreitet Kämpfe gegen neue Gegner. Um seine Digimon-Sammlung zu vervollständigen, benötigt man zusätzlich den ersten Teil.

### Digimon Adventure 02: Tag Tamers
Alternativer Titel: jap. デジモンアドベンチャー02: タッグテイマーズ
Plattform: WonderSwan
Erscheinungsdatum: 3. Aug. 2000 (Japan)
Dieses Spiel bildet eine abgeänderte Version der zuvor erschienenen Digimon-Adventure-Spiele. Die beiden Spielhelden Ryou und Ken (eine mögliche Anlehnung an die Hauptpersonen aus Capcoms Street Fighter) reisen in die digitale Welt, um den wiedergeborenen Erzfeind Milleniamon und seinen Handlanger Diablomon zu bekämpfen.

### Digimon Adventure 02: D1 Tamers
Plattform: WonderSwan Color
Erscheinungsdatum: 8. Dez. 2000 (Japan)
D1 Tamers ist eine Fortsetzung des zuvor erschienenen Tag Tamers. Nachdem das böse Milleniamon besiegt ist, kehrt Spielheld Ryou wieder in die echte Welt zurück. Er wird jedoch noch einmal von den Digimon gerufen, um am D1-Monster-Kampfturnier teilzunehmen. Wie sich herausstellt, ist Milleniamon noch immer am Leben und sehnt sich nach Rache. Nun muss Ryou das Turnier gewinnen und seinem Erzfeind noch ein zweites Mal die Stirn bieten.

### Digimon World 2
Plattform: PlayStation
Erscheinungsdatum: 27. Juli 2000 (Japan), 19. Mai 2001 (Vereinigte Staaten)
Das zweite Spiel der Digimon-World-Serie bringt den Spieler in eine ganz neue Welt mit neuer Handlung und neuem Kampfsystem. Man steigt in die Rolle des Guard Tamers Akira, der unter vielen anderen die Aufgabe hat, die Stadt Digital City vor Angriffen wilder Digimon zu beschützen. Erstmals hat man hier nun die Möglichkeit, rundenbasierte 3-vs-3-Kämpfe auszutragen (ähnlich der Final-Fantasy-Spielserie). Man erhält von seinem Guard Team verschiedene Missionen, bei denen man in unterschiedlichen Domains meist einen Digimon-Bossgegner zu besiegen hat, um wieder Ruhe und Ordnung einzubringen. Man hat nach wie vor die Möglichkeit, aus einer Auswahl von nahezu mehr als 200 Monstern, Digimon zu fangen, sie zu züchten und erstmals eine DNA-Digitation zu vollziehen, wobei sich zwei Digimon vereinen und ein neues (stärkeres) Digimon entsteht, das die Fähigkeiten und Stärken der beiden ursprünglichen erhält.

### Digimon Tamers: Digimon Medley
Plattform: WonderSwan Color
Erscheinungsdatum: 12. Juli 2001 (Japan)
Digimon Medley basiert auf den Anime-Serien Digimon Adventure und Digimon Tamers. Der Spieler übernimmt die Rolle einer der Hauptcharaktere wie Taichi oder Takato und hat die Möglichkeit, unterschiedliche Episoden nachzuspielen. Jeder Charakter hat seinen festen Digimon-Partner und spielt die genaue Handlung der Serie nach.

### Digimon Anode & Cathode Tamer (Veedramon Version)
Plattform: WonderSwan Color
Erscheinungsdatum: 18. Sept. 2001 (Japan)
Das Spiel ist eine Zusammenfassung der Anode-Tamer- und Cathode-Tamer-Versionen. Man übernimmt nach wie vor die Rolle von Ryou, um die digitale Welt vor Milleniamon zu retten.

### Digimon: Battle Spirit
Alternativer Titel: Digimon Tamers: Battle Spirit (Japanischer Titel)
Plattformen: Game Boy Advance, WonderSwan Color
Erscheinungsdatum: 1. Okt. 2001 (Japan)
Ein unbekanntes und immens starkes Digimon taucht auf und richtet Unheil in der Digiwelt an, da es fähig ist, andere Digimon zu löschen. Eine Widerstandsgruppe, bestehend aus sieben bekannten Digimon aus den Anime-Serien, geht gegen es vor. Der Spieler hat die Auswahl zwischen einem der sieben verfügbaren Digimon, die jeweils ihren eigenen Tamer besitzen. Es ist möglich, sich frei durch Levels zu bewegen, zu springen und zu kämpfen.

### Digimon Rumble Arena
Plattform: PlayStation
Erscheinungsdatum: 6. Dez. 2001 (Japan), 24. Feb. 2002 (Vereinigte Staaten), 28. Juni 2002 (Europa)
Rumble Arena ist ein Beat’em up à la Super Smash Bros., in dem der Spieler die Auswahl an 24 Digimon der ersten drei Anime-Serien hat. Man kann mitten im Kampf digitieren, Items und Waffen aufsammeln und gegen den Gegner einsetzen und sich zudem durch spaßige Minispiele schlagen.

### Digimon Tamers: Brave Tamer
Plattform: WonderSwan Color
Erscheinungsdatum: 28. Dez. 2001 (Japan)
Basierend auf der Digimon-Tamers-Spielreihe bildet dieses Spiel eine Fortsetzung von D1 Tamers und knüpft direkt an dessen Ende an. Nachdem Milleniamon besiegt scheint, gibt es eine gewaltige Explosion, die den Spielhelden Ryou in die Vergangenheit und Milleniamon in die Zukunft befördert. Letzterer versucht dort nun den Hauptcomputer der digitalen Welt zu kontrollieren, was es wieder zu verhindern gilt.

### Digimon Tamers: Battle Spirit Ver. 1.5
Plattform: WonderSwan Color
Erscheinungsdatum: 27. April 2002 (Japan)
Battle Spirit Ver. 1.5 ist eine Erweiterung zum Digimon Tamers: Battle Spirit und enthält viele neue Features und neue Charaktere. Anders als bei der Fortsetzung Digimon: Battle Spirit 2 besitzt dieses Spiel keinen Game-Boy-Advance-Port.

### Digimon World 3 (2003)
Plattform: PlayStation
Erscheinungsdatum: 4. Juli 2002 (Japan), 5. Juni 2002 (USA), 15. Nov. 2002 (Europa)
Junior, Ivy und Teddy entschließen sich, dem Onlinespiel Digimon Online beizutreten. Bald jedoch werden sie Zeuge eines digitalen Terrorangriffs, der das Verlassen von Digimon Online für alle Spieler unmöglich macht. Die Erschaffer des Spiels, die MAGAMI Corporation, versichert den Spielern, sich um die Probleme zu kümmern und sie sehr bald zu beseitigen. Hauptcharakter Junior hält jedoch nicht viel davon und macht sich selbst auf, die Geheimnisse von Digimon Online zu erforschen und das Komplott aufzudecken, das hinter dem Spiel und den Terroranschlägen auf die digitale sowie echte Welt steckt. Das Spiel erschien in Europa unter dem Namen Digimon World 2003, da der zweite Teil der Serie dort nie veröffentlicht wurde.

### Digimon Frontier: Battle Spirits
Alternativer Titel: jap. バトルスピリット デジモンフロンティア (Batoru Supiritto Dejimon Furontia)
Plattform: WonderSwan Color
Erscheinungsdatum: 7. Dez. 2002 (Japan)
Digimon Frontier: Battle Spirit nimmt sich der namensgebenden vierten Serie an und lässt den Spieler die Geschichte der Serie nachspielen. Getreu der Serie bekämpfen die fünf Helden das böse Cherubimon, das die Herrschaft der digitalen Welt an sich reißen will. Spielerisch unterscheidet sich dieser Teil kaum von den anderen Battle Spirit-Spielen.

### Digimon: Battle Spirit 2
Plattform: Game Boy Advance
Erscheinungsdatum: 24. Sept. 2003 (Vereinigte Staaten), 27. Aug. 2004 (Europa)
Nahezu gleich dem ersten Battle Spirit kann man hier mit seinem Digimon-Charakter durch Levels hüpfen, Hindernisse bewältigen und gegen Gegner kämpfen (Jump ’n’ Run). Während man Gegner für Gegner besiegt, füllt sich stetig die Digitationsanzeige, bis diese voll ist und man digitieren kann.

### Digimon Racing
Plattform: Game Boy Advance
Erscheinungsdatum: 1. April 2004 (Japan), 30. April 2004 (Europa), 13. Sept. 2004 (Vereinigte Staaten)
Das dritte Digimon-Spiel für den Game Boy Advance besitzt alle Features eines Rennspiels wie u. a. Mario Kart. Eine Auswahl an insgesamt 15 Rennstrecken und etlichen Digimon-Charakteren bietet diverse Modi für Championships, Zeitrennen und Versus-Modes für vier Spieler via Wireless Adapter oder Link-Kabel.

### Digimon Rumble Arena 2
Alternativer Titel: Digimon Battle Chronicle (Japanischer Titel)
Plattformen: GameCube, PlayStation 2, Xbox
Erscheinungsdatum: 29. Sept. 2004 (Japan), 3. Aug. 2004 (Vereinigte Staaten), 15. Okt. 2004 (Europa)
Der Nachfolger des ersten Rumble Arena bietet dieselben Spielerfahrungen wie der erste Titel. Es gibt eine neue Auswahl von Digimon, die man in die Kampfarena schickt und dort mit bis zu vier Spielern eine Raufferei durchführt.

### Digimon World 4
Plattform: PlayStation 2
Erscheinungsdatum: 2004
Die Handlung von Digimon World 4 ist in der Welt der Digimon-Server angesiedelt. Auf rätselhafte Weise wurde der Zugang zur realen Welt unterbrochen und eine neue, dunkle Welt entdeckt. Nun ist es die Aufgabe der Digital Security Guards, herauszufinden, wer oder was für diese merkwürdigen Vorkommnisse verantwortlich ist.

### Digimon World DS
Alternativer Titel: jap. Digimon Story デジモンストーリー Dejimon Sutōrī
Plattform: Nintendo DS
Erscheinungsdatum: 15. Juni 2006 (Japan), 7. Nov. 2006 (Vereinigte Staaten)
Dies ist der erste Digimon-Titel, der für den Nintendo DS erschien und somit der neue Sprung der Serie auf Nintendos Konsole, die vorher nur auf Sonys PlayStation erhältlich war. Das Spiel hat viele Aspekte eines klassischen Computer-Rollenspiels: Es gibt Zufallskämpfe, die dem Digimon-Team Erfahrung bringen, Level aufsteigen und neue Techniken erlernen lässt. Dazu gibt es eine ganze Reihe an Quests, die der Spieler zu erfüllen hat und eine Digimon-Farm, in der sich die Monster züchten lassen. Über ein Link-Kabel oder eine WLAN-Verbindung lassen sich Digimon zudem noch in den Kampf schicken und tauschen.

### Digimon World: Data Squad
Alternativer Titel: jap. デジモンセイバーズ アナザーミッション (Dejimon Seibāzu Anazā Misshon), Digimon Savers: Another Mission
Plattform: PlayStation 2
Erscheinungsdatum: 30. Nov. 2006 (Japan), 18. Sept. 2007 (Vereinigte Staaten)
Das Spiel findet in der Welt der gleichnamigen Anime-Serie statt. Der Spieler kann zwischen den vier Hauptcharakteren wählen, von denen jeder seinen eigenen Digimon-Partner besitzt. Die Grafik des Spiels besitzt Cel-Shading-Animationen, wodurch eine nahe Verbindung zum Anime besteht. Getreu der Digimon-World-Reihe, hängt es vom Training und der Verhaltensweise des Spielers ab, in welche Formen sein Digimon digitiert und wie stark es wird. Eine neue Digitations-Methode, das Galactica Evolution System, wurde eingeführt und verschafft Überblick aller vorhandenen Formen und Auswahlmöglichkeiten.

### Digimon World: Dawn & Dusk
Alternativer Titel: Digimon Story: Sunburst & Moonlight (Japanischer Titel)
Plattform: Nintendo DS
Erscheinungsdatum: 29. März 2007 (Japan), 18. Sept. 2007 (Vereinigte Staaten)
Diese beiden Spiele teilen sich ein Hauptthema; jedoch ist die Handlung teilweise unterschiedlich. Der Spieler erkundet je nach Version verschiedene Areale und erhält auch unterschiedliche Einblicke ins Geschehen. Man übernimmt die Rolle eines Tamers im Light Fang Team (Dawn) oder im Night Crow Team (Dusk), die sich anfangs gegenseitig für die Erdbeben in der digitalen Welt verantwortlich machen, bis zum Zeitpunkt, an dem die beiden Teams sich gemeinsam gegen den Feind stellen.

### Digimon World Championship
Altern. Titel: jap. デジモンチャンピオンシップ Dejimon Chanpionshippu
Plattform: Nintendo DS
Erscheinungsdatum: 14. Feb. 2008 (Japan), 26. Aug. 2008 (Nordamerika)
Digimon World Championship ist nunmehr das vierte Spiel für den Nintendo DS. Es unterscheidet sich insofern von den anderen NDS-Titeln, dass der Spieler im Digimon-Kampf keine Befehle geben kann, sondern das Digimon diesen allein ausführt. Zudem wurde das „Erziehungs-Prinzip“ der alten Digimon-World-Teile wieder aufgegriffen.

### Digimon Masters Online
Plattform: PC
Erscheinungsdatum: 11. Oktober 2011
Digimon Masters Online (kurz: DMO) ist ein MMORPG (Massively Multiplayer Online Role-Playing Game) von Digitalic. Das Spiel basiert auf der Fernsehserie Digimon Data Squad. Es sind aber auch einige Story-Elemente aus den Staffeln Digimon und Digimon 02, Digimon Tamers und Digimon Frontier vorhanden.
Es handelt sich um ein Echtzeit-Kampfsystem. Wenn der Spieler einen Doppelklick auf ein wildes Digimon ausführt, beginnt das aktuell gewählte Digimon automatisch den Kampf. Der Spieler kann über die Befehlsleiste, die sich im unteren Teil des Bildschirms befindet, die Spezialattacken (Skills) seines Digimon wählen oder es digitieren lassen. Dies ist auch mit bestimmten Tasten möglich.

### Digimon All-Star Rumble
Plattformen: Xbox 360, PlayStation 3
Erscheinungsdatum: 11. November 2014 (Nordamerika), 14. November 2014 (Europa)
In Digimon All-Star Rumble befindet sich die digitale Welt in einer Phase des Friedens, nachdem zahlreiche Kriege und Krisen überwunden sind. Dennoch müssen die Digimon kämpfen, um digitieren zu können. Also schlagen die umtriebigen Digimon vor, das allererste Digimon Evolution Turnier abzuhalten, um den Stärksten unter ihnen zu bestimmen. In diesem Turnier können bis zu vier Spieler aus zwölf beliebten Basisform-Digimon ihren Charakter wählen und dabei mit insgesamt 32 Digimon-Entwicklungen spielen – mit Charakteren aus jeder Digimon-Staffel; angefangen von Digimon bis Digimon Fusion. Die Spieler steuern die digitalen Monster und kämpfen um die Vorherrschaft im zentralen Versus-Battle-Modus, in dem Spieler mit den unterschiedlichsten Skills antreten können.

### Digimon Story: Cyber Sleuth
Plattformen: PlayStation Vita, PlayStation 4, PC, Nintendo Switch
Erscheinungsdatum: 2. Februar 2016 (Nordamerika), 5. Februar 2016 (Europa)
Bei Digimon Story: Cyber Sleuth handelt es sich um das erste Rollenspiel der Digimon-Story-Reihe, welche nach Jahren im Westen fortgesetzt wurde.
Der Spieler nimmt die Rolle einer japanischen Amateurhackerin oder eines Amateurhackers ein. In einem Chatroom erhält er ein Gerät, genannt Digimon-Capture, von einem mysteriösen Fremden. Dieses erlaubt ihm, Digimon zu fangen und sich mit ihnen anzufreunden. Digimon sind Wesen, die eine Nachfolgeversion des Internets, genannt Cyberspace Eden, bewohnen, in die Benutzer physisch eingehen können. Nach Reisen zu den tiefsten Ebenen von Eden greifen die datenbasierten Lebensformen Eater an, die ihre Körper halbdigitalisiert verlassen. Der Spieler erfährt, dass er jetzt zwischen der echten Welt und der virtuellen Welt über Terminals frei reisen kann. Der Spieler wird von Kyoko Kuremi, der Leiterin eines Detektivbüros in Kuremi, in deren Cyberabteilung rekrutiert.
Als Sequel wurde Digimon Story: Cyber Sleuth – Hacker’s Memory angekündigt, dessen Release im Westen am 19. Januar 2018 erfolgte.

## Fernsehserien
Toei Animation produzierte neun Anime-Fernsehserien zum Digimon-Franchise. Die japanische Erstausstrahlung der ersten fünf Serien geschah durch den Sender Fuji TV, die deutschsprachige durch RTL II. Die Ausstrahlung der sechsten und siebten Staffel in Japan erfolgte jeweils durch die Sender TV Asahi und TV Tokyo, die deutsche Version der sechsten Staffel durch YEP! auf ProSieben Maxx. Die Ausstrahlung der achten Staffel wurde wieder von Fuji TV übernommen.
DigimonDigimon (jap. デジモンアドベンチャー) ist die erste Anime-Serie von Digimon aus dem Jahr 1999. Sie handelt von den acht auserwählten Kindern Taichi Yagami, Hikari Yagami, Yamato Ishida, Kōshirō Izumi, Jō Kido, Takeru Takaishi, Sora Takenōchi und Mimi Tachikawa, die während eines Sommercamps in eine fremde Welt gezogen werden (Hikari stößt erst später zur Gruppe) und dort auf Wesen treffen, die sich als Digimon vorstellen und als „Partner“ der Kinder herausstellen. Gemeinsam müssen sie Bösewichte wie Devimon, Etemon, Myotismon oder Piedmon besiegen, damit diese nicht die Weltherrschaft erlangen. Die Serie umfasst 54 Folgen.
Digimon 02Digimon 02 (jap. デジモンアドベンチャー０２) spielt drei Jahre nach Digimon Adventure im Jahr 2002 und umfasst 50 Folgen. Alle Charaktere von Digimon Adventure sind älter geworden und neue Digiritter (Davis Motomiya, Ken Ichijori, Cody Hida, Yolei Inoue) mit neuen Digimon rücken nach.
Digimon TamersDigimon Tamers (jap. デジモンテイマーズ) ist die dritte Anime-Serie von Digimon und umfasst 51 Folgen. In dieser Serie geht es um die Kinder Takato Mitsuki, Rika Nonaka und Henry Wong. Takatos Digimon ist Guilmon, Rikas Digimon ist Renamon und Henrys Digimon ist Terriermon. Die Welt der Serie wurde im Vergleich zu den vorherigen Serien verändert und die Charaktere spielen selbst das Sammelkartenspiel.
Digimon FrontierDigimon Frontier (jap. デジモンフロンティア) ist die vierte Anime-Serie und umfasst 50 Episoden, die 2002 produziert wurden. Wie bereits Digimon Tamers ist Digimon Frontier keine Fortsetzung, sondern stellt eine eigene Geschichte im Digimon-Universum dar. Ein Unterschied zu den vorherigen Serien ist außerdem, dass die auserwählten Kinder hier keine Digimon mehr als Partner haben, sondern mit Hilfe sogenannter Spirits selbst zu Digimon werden.
Digimon Data SquadDigimon Data Squad (jap. デジモンセイバーズ, Digimon Savers) startete nach einer dreijährigen Pause am 2. April 2006 in Japan und umfasst 48 Folgen. In dieser Serie wurde das ursprüngliche „Partner-Prinzip“ der ersten drei Serien wieder aufgenommen, die Auserkorenen werden nicht selbst zu Digimon.
Digimon FusionIn Japan bekannt als Digimon Xros Wars (jap. デジモンクロスウォーズ, ausgesprochen als Digimon Cross Wars) lief nach einer etwas über dreijährigen Pause als sechste Serie am 6. Juli 2010 in Japan auf dem Sender TV Asahi an und umfasst drei Handlungsbogen innerhalb von 79 Folgen. Der erste Handlungsbogen, welcher die ersten 30 Folgen umfasst, wurde von der KSM-Sparte KSM-Anime vertrieben.
Digimon Universe Appli Monsters(デジモンユニバース アプリモンスターズ Dejimon Yunibāsu Apuri Monsutāzu) lief als siebte Serie ab dem 1. Oktober 2016 auf dem japanischen TV-Sender TV Tokyo. Ein Unterschied zu den vorherigen Serien ist, dass die Digimon in der Serie alle auf einer App basieren (z. B. Gatchmon ist ein Suchmaschinen-Digimon). Auch gibt es in der Serie die Digimon als Appchip, die in das Digivice (Appli-Drive) eingeführt werden müssen, für eine Digitaltion des Digimons.
Digimon Adventure:(デジモンアドベンチャー: Dejimon Adobenchā:) ist die achte Serie des Franchises Digimon, sowie ein Reboot der ersten Serie. Die Erstausstrahlung fand mit Unterbrechungen zwischen April 2020 und September 2021 auf dem japanischen Fernsehsender Fuji TV statt.
Digimon Ghost Game(デジモンゴーストゲーム, Dejimon Gōsuto Gēmu) ist die neunte Serie von Digimon. Dies ist der erste Digimon-Anime in der Kategorie Horror. Die Serie wurde von Oktober 2021 bis März 2023 auf Fuji TV ausgestrahlt. Die Digimon sind in dieser Serie Hologramme.

## Filme
Neben den Fernsehserien entstanden in Japan auch insgesamt acht bzw. neun Filme. Die ersten drei Filme wurden vom US-amerikanischen Lizenznehmer und Synchronstudio Saban Entertainment zu dem Film Digimon – The Movie (Digimon – Der Film) zusammengeschnitten. Dabei wurde – wie in der englischsprachigen und der US-Version der Animeserie – die Handlung, verglichen mit der japanischen Originalfassung, verfälscht und eine nicht zu vernachlässigende Anzahl Szenen herausgeschnitten. So fehlen beispielsweise im dritten Film sämtliche Szenen mit den Hauptpersonen aus Digimon Adventure. Im Gegensatz zum Anime, der die japanische Version als Grundlage hatte, basierte der deutsche Kinofilm auf der geschnittenen US-Version.
Liste aller Filme:
- Digimon Adventure (デジモンアドベンチャー) (Premiere: 6. März 1999 in Japan; Länge: 20 Minuten)
- Digimon Adventure: Bokura no War Game! (デジモンアドベンチャー　ぼくらのウォーゲーム!) (Premiere: 4. März 2000 in Japan; Länge: 40 Minuten)
- Digimon Adventure 02: Digimon Hurricane Jōriku!! & Chōzetsu Shinka!! Ōgon no Digimental (デジモンアドベンチャー０２ 前篇 デジモンハリケーン上陸！！ 後篇 超絶進化！！黄金のデジメンタル) (Premiere: 8. Juli 2000 in Japan; Länge: 65 Minuten)
- Digimon – The Movie (US) (Premiere: 6. Oktober 2000 in den USA, 8. März 2001 in Deutschland; Länge: 88 Minuten)
  - Zusammenschnitt der ersten 3 Filme mit veränderter Handlung
- Digimon Adventure 02: Diablomon no Gyakushū (デジモンアドベンチャー０２　ディアボロモンの逆襲) (Premiere: 3. März 2001 in Japan; Länge: 30 Minuten)
- Digimon Tamers: Bōkensha-tachi no Tatakai (デジモンテイマーズ　冒険者たちの戦い) (Premiere: 14. Juli 2001 in Japan; Länge: 50 Minuten)
- Digimon Tamers: Bōsō Digimon Tokkyū (デジモンテイマーズ　暴走デジモン特急) (Premiere: 2. März 2002 in Japan; Länge: 30 Minuten)
- Digimon Frontier: Kodai Digimon Fukkatsu!! (デジモンフロンティア 古代デジモン復活！！) (Premiere: 20. Juli 2002 in Japan; Länge: 40 Minuten)
- Digital Monster X-Evolution (Fernseh-Spezial) (デジタルモンスター ゼヴォリューション) (Ausstrahlung: 3. Januar 2005 auf Fuji TV in Japan; Länge: 75 Minuten)
- Digimon Savers: The Movie: Kyūkyoku Power! Burst Mode Hatsudō!! (デジモンセイバーズ THE MOVIE 究極パワー！バーストモード発動！！) (Premiere: 9. Dezember 2006 in Japan; Länge: 20 Minuten)
- Digimon Adventure tri. (デジモンアドベンチャーtri.) ist eine sechsteilige Filmreihe, die an die bisherigen Adventure-Medien anschließt. Sie begann am 21. November 2015 mit dem Film Reunion (再会 Saikai) und endete am 5. Mai 2018 mit dem Film Our Future (ぼくらの未来 Bokura no Mirai).
- Digimon Adventure: Last Evolution Kizuna (デジモンアドベンチャー LAST EVOLUTION 絆) (Premiere: 21. Februar 2020 in Japan; Länge: 94 Minuten)
- Digimon Adventure 02: The Beginning (Premiere: 27. Oktober 2023 in Japan)